# Serris (Seine-et-Marne)
Serris település Franciaországban, Seine-et-Marne megyében. Lakosainak száma 9988 fő (2022. január 1.). Serris Bailly-Romainvilliers, Chessy, Coupvray, Jossigny, Magny-le-Hongre, Montévrain és Villeneuve-Saint-Denis községekkel határos.

## Népesség
A település népessége az elmúlt években az alábbi módon változott:
| Lakosok száma | 8369 | 8621 | 8930 | 9040 | 9236 | 9494 | 9699 | 9706 | 9988 |
|               | 2013 | 2015 | 2016 | 2017 | 2018 | 2019 | 2020 | 2021 | 2022 |